# Lední hokej na Zimních olympijských hrách 2018 – turnaj ženy
Hokejový turnaj žen na Zimních olympijských hrách 2018 proběhl v Pchjongčchangu v Jižní Koreji od 10. do 22. února 2018 na zimních stadionech Kangnung a Kwandong.

## Kvalifikované týmy
Skupina A
- Kanada
- USA
- Finsko
- Olympijští sportovci z Ruska

Skupina B
- Švédsko
- Švýcarsko
- Japonsko
- Korea

## Herní systém
Celkem 8 účastníků bylo podle umístění v žebříčku IIHF 2015 nasazeno do dvou skupin po čtyřech týmech. Ve skupinách se utkali každý s každým. Poté postoupily nejlepší dva týmy ze skupiny A přímo do semifinále, zbylé dva týmy ze skupiny A a dva nejlepší týmy ze skupiny B se utkaly ve čtvrtfinále. 

## Základní skupiny

### Skupina A
| Poř. | Tým                   | Z | V | VP | PP | P | GV | GI | +/- | B |
| ---- | --------------------- | - | - | -- | -- | - | -- | -- | --- | - |
| 1.   | Kanada                | 3 | 3 | 0  | 0  | 0 | 11 | 2  | +9  | 9 |
| 2.   | USA                   | 3 | 2 | 0  | 0  | 1 | 9  | 3  | +6  | 6 |
| 3.   | Finsko                | 3 | 1 | 0  | 0  | 2 | 7  | 8  | −1  | 3 |
| 4.   | Olymp. sport. z Ruska | 3 | 0 | 0  | 0  | 3 | 1  | 15 | −14 | 0 |

|  | přímý postup do semifinále |
|  | čtvrtfinalisté             |

| 11. 2. 2018 | Finsko | 1:3 (1-0, 0-2, 0-1) | USA | Hokejový stadion Kangnung , Kangnung |  |

| Report |

| 11. 2. 2018 | Kanada | 5:0 (0-0, 3-0, 2-0) | Olymp. sport. z Ruska | Hokejový stadion Kangnung , Kangnung |  |

| Report |

| 13. 2. 2018 | Kanada | 4:1 (2-0, 2-0, 0-1) | Finsko | Hokejový stadion Kangnung , Kangnung |  |

| Report |

| 13. 2. 2018 | USA | 5:0 (1-0, 3-0, 1-0) | Olymp. sport. z Ruska | Hokejový stadion Kangnung , Kangnung |  |

| Report |

| 15. 2. 2018 | USA | 1:2 (0-0, 0-2, 1-0) | Kanada | Hokejový stadion Kangnung , Kangnung |  |

| Report |

| 15. 2. 2018 | Olymp. sport. z Ruska | 1:5 (0-1, 0-2, 1-2) | Finsko | Hokejový stadion Kangnung , Kangnung |  |

| Report |

### Skupina B
| Poř. | Tým       | Z | V | VP | PP | P | GV | GI | +/- | B |
| ---- | --------- | - | - | -- | -- | - | -- | -- | --- | - |
| 1.   | Švýcarsko | 3 | 3 | 0  | 0  | 0 | 13 | 2  | +11 | 9 |
| 2.   | Švédsko   | 3 | 2 | 0  | 0  | 1 | 11 | 3  | +8  | 6 |
| 3.   | Japonsko  | 3 | 1 | 0  | 0  | 2 | 6  | 6  | 0   | 3 |
| 4.   | Korea     | 3 | 0 | 0  | 0  | 3 | 1  | 20 | −19 | 0 |

|  | čtvrtfinalisté                             |
|  | vypadnutí, účast v bojích o 5. až 8. místo |

| 10. 2. 2018 | Japonsko | 1:2 (0-1, 1-0, 0-1) | Švédsko | Hokejový stadion Kangnung , Kangnung |  |

| Report |

| 10. 2. 2018 | Švýcarsko | 8:0 (3-0, 3-0, 2-0) | Korea | Hokejový stadion Kangnung , Kangnung |  |

| Report |

| 12. 2. 2018 | Švýcarsko | 3:1 (0-0, 2-0, 1-1) | Japonsko | Hokejový stadion Kangnung , Kangnung |  |

| Report |

| 12. 2. 2018 | Švédsko | 8:0 (4-0, 1-0, 3-0) | Korea | Hokejový stadion Kangnung , Kangnung |  |

| Report |

| 14. 2. 2018 | Švédsko | 1:2 (0-0, 0-1, 1-1) | Švýcarsko | Hokejový stadion Kangnung , Kangnung |  |

| Report |

| 14. 2. 2018 | Korea | 1:4 (0-2, 1-0, 0-2) | Japonsko | Hokejový stadion Kangnung , Kangnung |  |

| Report |

## Play off

### Čtvrtfinále
| 17. února 2018 | Olympijští sportovci z Ruska | 6:2 (1-0, 2-2, 3-0) | Švýcarsko | Hokejový stadion Kangnung , Kangnung |  |

| Report |

| 17. února 2018 | Finsko | 7:2 (3:0, 2:2, 2:0) | Švédsko | Hokejový stadion Kangnung , Kangnung |  |

| Report |

### Semifinále

#### O 5.–8. místo
| 18. února 2018 | Švýcarsko | 2:0 (1-0, 1-0, 0-0) | Korea | Hokejový stadion Kangnung , Kangnung |  |

| Report |

| 18. února 2018 | Švédsko | 1:2 (0-0, 1-1, 0-0) ( OT: 0-1) | Japonsko | Hokejový stadion Kangnung , Kangnung |  |

| Report |

#### O 1.–4. místo
| 18. února 2018 | Kanada | 5:0 (1:0, 1:0, 3:0) | Olympijští sportovci z Ruska | Hokejový stadion Kangnung , Kangnung |  |

| Report |

| 18. února 2018 | USA | 5:0 (2-0, 2-0, 1-0) | Finsko | Hokejový stadion Kangnung , Kangnung |  |

| Report |

### Zápas o 7. místo
| 20. února 2018 | Švédsko | 6:1 (2-1, 1-0, 3-0) | Korea | Hokejový stadion Kangnung , Kangnung |  |

| Report |

### Zápas o 5. místo
| 20. února 2018 | Švýcarsko | 1:0 (1:0, 0:0, 0:0) | Japonsko | Hokejový stadion Kangnung , Kangnung |  |

| Report |

### Zápas o 3. místo
| 21. února 2018 | Finsko | 3:2 (1:0, 2:1, 0:1) | Olympijští sportovci z Ruska | Hokejový stadion Kangnung , Kangnung |  |

| Report |

### Finále
| 22. února 2018 | Kanada | 2:3 SN (0-1, 2-0, 0-1, 0-0, 0-1) | USA | Hokejový stadion Kangnung , Kangnung |  |

| Report |

### Konečné pořadí
| Pořadí           | Tým                          |
| ---------------- | ---------------------------- |
| Zlatá medaile    | USA                          |
| Stříbrná medaile | Kanada                       |
| Bronzová medaile | Finsko                       |
| 4.               | Olympijští sportovci z Ruska |
| 5.               | Švýcarsko                    |
| 6.               | Japonsko                     |
| 7.               | Švédsko                      |
| 8.               | Korea                        |